# Підводні човни типу O 9
| Підводні човни типу O 9                                        | Підводні човни типу O 9                                                                               | Підводні човни типу O 9                                                                               |
| -------------------------------------------------------------- | --- | --- |
| O 9-klasse                                                     | | |
|                                                                | | |
| Підводний човен O 9, головний у своєму типі                    | | |
| Верф                                                           | Damen Schelde Naval Shipbuilding, Nederlandsche Scheepsbouw Maatschappij, Fijenoord                   | Damen Schelde Naval Shipbuilding, Nederlandsche Scheepsbouw Maatschappij, Fijenoord                   |
| Під прапором                                                   | Нідерланди                                                                                            | Нідерланди                                                                                            |
| Належність                                                     | Військово-морські сили Нідерландів                                                                    | Військово-морські сили Нідерландів                                                                    |
| Замовлення                                                     | 3 | 3 |
| Закладений                                                     | 3 | 3 |
| Спуск на воду                                                  | 3 | 3 |
| Введений до складу флоту                                       | 3 | 3 |
| На службі                                                      | 1926 —1944                                                                                            | 1926 —1944                                                                                            |
| Загибель                                                       | 1 | 1 |
| Сучасний статус                                                | виведені зі складу флоту                                                                              | виведені зі складу флоту                                                                              |
| Бойовий досвід                                                 | Друга світова війна                                                                                   | Друга світова війна                                                                                   |
| Проєкт                                                         | | |
| Тип ПЧ                                                         | прибережний підводний човен                                                                           | прибережний підводний човен                                                                           |
| Попередній проєкт                                              | типу O 8                                                                                              | типу O 8                                                                                              |
| Наступний проєкт                                               | типу O 12                                                                                             | типу O 12                                                                                             |
| Основні характеристики                                         | | |
| Швидкість (надводна)                                           | 12 вузлів (22 км/год)                                                                                 | 12 вузлів (22 км/год)                                                                                 |
| Швидкість (підводна)                                           | 8 вузлів (15 км/год)                                                                                  | 8 вузлів (15 км/год)                                                                                  |
| Дальність плавання                                             | 3500 миль (6500 км) на швидкості 8 вузлів (надводна) 25 миль (46 км) на швидкості 8 вузлів (підводна) | 3500 миль (6500 км) на швидкості 8 вузлів (надводна) 25 миль (46 км) на швидкості 8 вузлів (підводна) |
| Екіпаж                                                         | 29 офіцерів та матросів                                                                               | 29 офіцерів та матросів                                                                               |
| Розміри                                                        | | |
| Довжина найбільша (по КВЛ)                                     | 54,66 м                                                                                               | 54,66 м                                                                                               |
| Ширина корпусу найб.                                           | 5,7 м                                                                                                 | 5,7 м                                                                                                 |
| Середня осадка (по КВЛ)                                        | 3,53 м                                                                                                | 3,53 м                                                                                                |
| Водотоннажність надводна                                       | 526 тонн                                                                                              | 526 тонн                                                                                              |
| Водотоннажність підводна                                       | 656 тонн                                                                                              | 656 тонн                                                                                              |
| Силова установка                                               | | |
| Дизель-електрична: 2 × дизельні двигуни MAN 2 × електродвигуни | | |
| Гвинти                                                         | 2 | 2 |
| Потужність                                                     | 2 × 450 к.с. (дизелі) 2 × 250 к.с. (електродвигуни)                                                   | 2 × 450 к.с. (дизелі) 2 × 250 к.с. (електродвигуни)                                                   |
| Озброєння                                                      | | |
| Торпедно- мінне озброєння                                      | 2 × 533-мм та 3 × 450-мм торпедних апарати 5 торпед                                                   | 2 × 533-мм та 3 × 450-мм торпедних апарати 5 торпед                                                   |
| ППО                                                            | 1 × 88-мм гармата 1 × 12,7-мм зенітний кулемет                                                        | 1 × 88-мм гармата 1 × 12,7-мм зенітний кулемет                                                        |

Підводні човни типу O 9 (нід. O 9-klasse) — тип голландських прибережних підводних човнів, побудованих суднобудівельними компаніями Нідерландів у період з 1923 по 1926 рік. Загалом побудовано 3 підводні човни цього типу.
Підводні човни типу O 9 розробив Дж. Дж. ван дер Струйфф, на той час головний інженер Королівського флоту Нідерландів. Разом з підводними човнами класу K XI вони були першими підводними човнами, повністю спроєктованими власними силами, шляхом створення першої місцевої голландської конструкції підводного човна. Підводні човни класу O 9 були першими голландськими підводними човнами, побудованими з двома гвинтами і подвійним корпусом. Попередні класи мали лише один корпус і один гвинт. У результаті підводні човни класу O 9 мали іншу зовнішню форму порівняно з попередніми класами голландських підводних човнів, оскільки вони більше не мали сигароподібної форми. Підводні човни мали довжину 54,66 м, ширину 5,70 м і осадку 3,53 м. Крім того, кожен підводний човен мав водотоннажність 526 тонн на поверхні та 656 тонн під водою. Глибина занурення класу О 9 становила 60 метрів.
Усі кораблі були оснащені двома двотактними дизельними двигунами Sulzer потужністю 450 к.с. Під водою кораблі приводилися в дію двома електродвигунами потужністю 250 к.с. Для живлення електродвигунів кораблі класу O 9 мали на борту 120 акумуляторних елементів, які разом могли забезпечити 4350 А.год. протягом 3 годин. Двигуни забезпечували максимальну швидкість 12 вузлів над водою і 8 вузлів під водою. Максимальна дальність над водою становила 3500 морських миль на 8 вузлах, а під водою кораблі мали дальність 25 морських миль, також при 8 вузлах.

## Список ПЧ типу O 9
| Човен | Верф                                            | Закладка        | Спущений        | Введений до строю | Виведений      | Прим.                                                                                    |
| ----- | ----------------------------------------------- | --------------- | --------------- | ----------------- | -------------- | ---------------------------------------------------------------------------------------- |
| O 9   | Koninklijke Maatschappij De Schelde, Вліссінген | 23 вересня 1923 | 7 квітня 1925   | 18 січня 1926     | 1 грудня 1944  | у жовтні 1946 року розібраний на брухт                                                   |
| O 10  | Koninklijke Maatschappij De Schelde, Вліссінген | 24 грудня 1923  | 30 липня 1925   | 1 вересня 1926    | 11 жовтня 1944 | у жовтні 1946 року розібраний на брухт                                                   |
| O 11  | Fijenoord, Роттердам                            | 24 грудня 1922  | 19 березня 1925 | 18 січня 1926     | 11 жовтня 1944 | 14 травня 1940 року затоплений у Ден-Гелдері для запобігання потрапляння в руки нацистів |